# Helionidia irina
Helionidia irina är en insektsart som beskrevs av Dlabola 1979. Helionidia irina ingår i släktet Helionidia och familjen dvärgstritar. Inga underarter finns listade i Catalogue of Life.